# 新月格格
《新月格格》為中華民國作家瓊瑤於1994年時為電視劇拍攝而寫作的小說，屬於《兩個永恆》系列。

## 情节
清顺治十四年，亡明的流寇四处动乱，荆州城岌岌可危，端亲王为保全唯一的血脉——小贝勒克善，不得不含悲忍痛命令爱女新月格格，肩负起保护克善的重责，并由忠心的云娃和家将莽古泰合力护孤。四人乔装成平民逃命，不料途中遭遇寇兵，千钧一发之际，幸获威武大将军努达海及时搭救，不料这救命之恩，从此将两人的命运紧紧相系。
皇太后心疼新月姊弟的孤苦无依，下旨赐封外，并寻思新月姊弟的安身之所，努达海深感责无旁贷，便毅然恳请太后允诺新月、克善二人，暂住自己承德的将军府邸，两人因而朝夕相处。清丽绝俗、温柔坚强又无比深情的新月，令努达海心折而且深深怜惜，而努达海的种种迥护和关怀，使新月在吊橋效應下，由敬慕而爱恋，于是情愫悄悄在两人之间滋生。但碍于两人的身分、地位，而且努达海已有妻小，只得各自辛苦隐藏情感，却终究为努达海之妻雁姬发觉，震惊的雁姬为阻绝丈夫和新月相恋，说动太后降旨指婚，不料却因此引起轩然大波。
努达海之女珞琳热心的鼓励暗恋新月已久的哥哥骥远，吐露心声，却遭新月严词拒绝，骥远受伤之余，转而怨恨母亲雁姬的阻扰。努达海见四人皆因此而苦，自责之下，自动请缨伐寇，不料却兵败遇险，生死未卜。新月得知此事，几至崩溃，乃哀恳皇太后收回指婚成命，太后因此大感不快，声言不再予新月任何殊荣。新月暗自留书出走，独自一人远赴战场找寻努达海，历尽千辛万苦，终在尸横遍野的沙场上，觅获打了败仗，正欲自刎的努达海，两人乍见，恍如隔世，方知彼此真情无法遏阻，决心不再离分。两人一道生还，全家震动之余，仍然无法见容两人恋情，反对之声如排山倒海，新月便成为众矢之的。新月不计名份，百般委曲，只盼能以真诚化解众人心结，果然打动了一向反对最甚的老太太。
骥远心灰意冷下负气成婚，并决心赴死而请缨上阵，努达海深知骥远的心事，便暗中和新月一路尾随保护骥远安全，乱军中努达海为救骥远性命，不幸中箭，骥远至此方尽释前嫌。努达海死后，新月深觉「有情能累此生，无缘何生斯世」，意欲和努達海同年同月同日死，慎重托付骥远照顾克善后，凄然自刎而绝。

## 演員

### 端親王府
| 演員   | 角色          | 暱稱／關係 |
| 岳 翎  | 爱新觉罗·新月 | 端親王嫡女，和碩格格 爱新觉罗·克善同父異母之姊 出場時17歲 荊州之役中父母雙亡，被他塔喇·努達海所救 入將軍府後居於望月小築 曾被太后指婚給安親王長子費揚古(虛構人物) 回宮待嫁前夕出走赴戰場找他塔喇·努達海，因此被廢為庶人 嫁他塔喇·努達海為侍妾 |
| 林秀玲 | 雲娃          | 爱新觉罗·新月之侍女 後嫁莽古泰為妻 |
|        | 莽古泰        | 原端親王府侍衛、後為爱新觉罗·新月、爱新觉罗·克善姊弟侍從 後娶雲娃為妻 |
| 朱少鵬 | 爱新觉罗·克善 | 端親王世子 爱新觉罗·新月同父異母之弟 出場時8歲 爱新觉罗·新月被廢後仍以小王爺身分居將軍府 |

### 努將軍府
| 演員   | 角色          | 暱稱／關係 |
| 劉秀雯 | 老夫人        | 他塔喇·努達海之母 |
| 劉德凱 | 他塔喇·努達海 | 威武將軍，綽號“馬鷂子” 荊州之役中救了爱新觉罗·新月、爱新觉罗·克善姐弟 雁姬之夫 他塔喇·驥遠、他塔喇·珞琳之父 出場時超過40歲 於爱新觉罗·新月被指婚給費揚古後，自請去攻打巫山打夔東十三家軍，受封定遠大將軍 |
| 王之夏 | 雁姬          | 他塔喇·努達海之正妻 他塔喇·驥遠、他塔喇·珞琳之母 |
| 劉子蔚 | 他塔喇·驥遠   | 他塔喇·努達海、雁姬之長子 他塔喇·珞琳之兄 後為御前侍衛 曾暗戀爱新觉罗·新月，後反目 因太后指婚娶固山格格賽雅為妻 出場時19歲，比新月長兩歲                                                                 |
| 魯 文  | 他塔喇·珞琳   | 他塔喇·努達海、雁姬之女 他塔喇·驥遠之妹 出場時17歲，比爱新觉罗·新月年長數月 被太后指婚給貝子法略 |
| 祁 豔  | 賽雅          | 敬王三女、固山格格 他塔喇·驥遠之妻 他塔喇·努達海、雁姬、爱新觉罗·新月之媳 他塔喇·珞琳之嫂 |
|        | 甘珠          | 雁姬之侍女 原為他塔喇·努達海部下溫布哈之侍妾，溫布哈去世時被迫殉葬，為雁姬所救 |
|        | 阿山          | 他塔喇·努達海侍衛 |
|        | 烏蘇嬤嬤      | 將軍府僕從 |
|        | 巴圖          | 將軍府總管 |
|        | 硯兒          | 將軍府撥給爱新觉罗·新月之丫頭 |
|        | 墨香          | 將軍府撥給爱新觉罗·新月之丫頭 |

### 皇室
| 演員   | 角色       | 暱稱／關係 |
| 劉雪華 | 孝莊文皇后 | 順治帝之母 |
| 林立洋 | 順治帝     |            |

## 電視劇歌曲
| 曲序 | 曲目                       |        | 作曲           | 演唱         |
| ---- | -------------------------- | ------ | -------------- | ------------ |
| 1.   | 兩個永恆（主題曲）         | 瓊瑤   | 陳復明、鄭知明 | 張雨生、童孔 |
| 2.   | 且留新月共今宵（片頭曲）   | 瓊瑤   | 陳復明         | 葉歡         |
| 3.   | 我不該看你的眼神（片尾曲） | 陳樂融 | 羅吉鎮         | 蘇芮、鍾鎮濤 |

亞洲電視
| 曲序 | 曲目                       |        | 作曲   | 演唱   |
| ---- | -------------------------- | ------ | ------ | ------ |
| 1.   | 領悟(1995年版本)（主題曲） | 李宗盛 | 李宗盛 | 辛曉琪 |

## 書籍
| 出版日期 | 書名                       | 作者 | 出版社 | ISBN            |
| -------- | -------------------------- | ---- | ------ | --------------- |
| 1994年   | 《新月格格－兩個永恆之一》 | 瓊瑤 | 皇冠   | ISBN 9573311259 |

## 外部連結
- 新月格格 (1994)—中文電影資料庫 （页面存档备份，存于）
- YouTube上的兩個永恆－新月格格播放列表

## 作品的变迁
| 臺灣臺視 | 臺灣臺視                                     | 臺灣臺視 |
| -------- | -------------------------------------------- | -------- |
|          | 新月格格 （1994年10月17日 - 1994年11月21日） |          |
| —        | 煙鎖重樓 (1994年11月22日-1994年12月)         |          |

| 香港凤凰卫视香港台 每天15:00-17:00           | 香港凤凰卫视香港台 每天15:00-17:00         | 香港凤凰卫视香港台 每天15:00-17:00 |
| -------------------------------------------- | ------------------------------------------ | ---------------------------------- |
|                                              | 新月格格 （2018年8月13日 - 2018年8月23日） |                                    |
| 八月桂花香 （2018年7月31日 - 2018年8月12日） | 煙鎖重樓 (2018年8月24日-9月5日)            |                                    |